# Ялинковата
Ялинковата (пол. Jelenkowate) — гірська річка в Україні, у Стрийському районі Львівської області у Галичині. Права притока Славки, (басейн Дністра).

## Опис
Довжина річки приблизно 9,18 км, найкоротша відстань між витоком і гирлом — 7,93  км, коефіцієнт звивистості річки — 1,16 . Формується багатьма безіменними гірськими струмками. Річка тече у гірському масиві Сколівські Бескиди (зовнішня смуга Українських Карпат).

## Розташування
Бере початок на південно-західних схилах гори Чорна Репа (1288 м). Тече переважно на північний захід понад горами Близнюки (1221,0 м) та Гнилище (1215,6 м), через село Ялинковате і у Волосянці впадає у річку Славку, праву притоку Опору.